# Гаврилов Костянтин Вікторович
Костянтин Вікторович Гаврилов (рос. Константин Викторович Гаврилов; нар. 26 жовтня 1957, Усть-Каменогорськ — пом. листопад 2002) — радянський хокеїст, воротар.

## Спортивна кар'єра
Вихованець усть-каменогорської хокейної школи. Срібний призер молодіжного чемпіонаті СРСР 1076 року. Був гравцем місцевої команди «Торпедо», яка виступала в першій лізі.
Разом з Сергієм Давидовим отримав запрошення продовжити ігрову кар'єру в «Соколі». В першому сезоні київський клуб здобув путівку до ліги найсильніших. У вищій лізі виступав протягом шести сезонів. Всього провів 152 лігових матчі, в яких пропустив 310 шайб. В сезоні 1984/85 передавав свій досвід молодим гравцям іншої київської команди — ШВСМ.
По завершенні ігрової кар'єри працював дитячим хокейним тренером. Найбільш відомі серед його вихованців: Руслан Федотенко і Костянтин Касянчук.
Помер у листопаді 2002 року.

## Статистика
Статистика виступів у вищій лізі чемпіонату СРСР.
| Сезон                    | Команда                  | Ліга                     | І   | ПШ  |
| ------------------------ | ------------------------ | ------------------------ | --- | --- |
| 1978/79                  | «Сокіл» (Київ)           | вища                     | 30  | 87  |
| 1979/80                  | «Сокіл» (Київ)           | вища                     | 18  | 53  |
| 1980/81                  | «Сокіл» (Київ)           | вища                     | 19  | 39  |
| 1981/82                  | «Сокіл» (Київ)           | вища                     | 32  | 61  |
| 1982/83                  | «Сокіл» (Київ)           | вища                     | 30  | 33  |
| 1983/84                  | «Сокіл» (Київ)           | вища                     | 23  | 37  |
| Усього у вищій лізі СРСР | Усього у вищій лізі СРСР | Усього у вищій лізі СРСР | 152 | 310 |